# Colebrook (New Hampshire)
Die Town of Colebrook ist ein Verwaltungsbezirk im Coös County im Norden von New Hampshire, einem der Neuenglandstaaten der USA. Das U.S. Census Bureau hat bei der Volkszählung 2020 eine Einwohnerzahl von 2.084 ermittelt.

## Geographie
Colebrook liegt am Connecticut River. An Colebrook grenzen im Norden Stewartstown, im Osten Dixville, und im Süden Columbia. Auf der anderen Seite des Connecticut liegen Canaan und Lemington, Vermont. Im Osten erheben sich die Dixville Mountains, ein Teil der White Mountains, aus denen der Mohawk River in den Connecticut fließt. Auf dem Gebiet von Colebrook liegen die Beaver Brook Falls.

### Gemeindegliederung
Zu Colebrook gehören neben dem gleichnamigen Hauptort auch Kidderville, Upper Kidderville, und Factory Village.

## Geschichte
Die erste Vergabe von Siedlungsrechten des heutigen Colebrook fand 1762 unter dem Namen Dryden statt. Den Namen wählte der damalige Gouverneur von New Hampshire, Benning Wentworth. Die Käufer der Rechte, Siedler aus New York, unter ihnen auch Niederländer, sollten jedoch die Kolonisation der Gebiete westlich des Connecticut Rivers vorantreiben. Daraus entstand später zunächst die Kolonie und dann der Staat Vermont. Da Dryden unbesiedelt blieb, verkaufte der Neffe von Benning Wentworth, John Wentworth, der seinem Onkel als Gouverneur nachgefolgt war, am 1. Dezember 1770 die Siedlungsrechte an Sir George Colebrooke, den damaligen Vorsitzenden der British East India Company, sowie Sir James Cockburn, John Stewarts aus England und den von Grenada stammenden John Nelson. Im Zuge dessen wurde der Name in Colebrook geändert, doch dieser nahm seine Liegenschaften niemals auch nur in Augenschein. Das Gebiet blieb bis nach der amerikanischen Revolution unbesiedelt. Am 11. Juni 1796 wurde Colebrook offiziell unter diesem Namen als selbstständige Gemeinde registriert. Sechs Jahre zuvor wurden bei der ersten Erhebung 29 Einwohner gezählt.
Im Jahre 1795 wurde die erste Schule gebaut, die erste Kirche folgte erst 1802. Zu dieser Zeit waren Landwirtschaft und Holzeinschlag die Haupteinnahmequellen der Einwohner. Die erste Sägemühle erbaute man 1800, im Laufe des Jahrhunderts gab es insgesamt 16. Auch wurden Ziegel gebrannt und an dem Ort, der heute als Factory Village bekannt ist, 1812 eine Wollfabrik errichtet. Ab 1840 begann die Produktion von Kartoffelstärke. 30 Jahre später, 1870, produzierten zwölf Mühlen 5 % des Gesamtverbrauchs an Kartoffelstärke in den gesamten USA, und Colebrook war die wohlhabendste Stadt in New Hampshire.
Im späten 19. Jahrhundert entstand eine örtliche Milchindustrie, die dank des Baus der Eisenbahn 1889 und mittels im Winter aus den umliegenden Seen gesägtem Eis rohe Milch bis nach Boston lieferte.

### Bevölkerungsentwicklung
| Volkszählungsergebnisse | Volkszählungsergebnisse | Volkszählungsergebnisse | Volkszählungsergebnisse | Volkszählungsergebnisse | Volkszählungsergebnisse | Volkszählungsergebnisse | Volkszählungsergebnisse | Volkszählungsergebnisse | Volkszählungsergebnisse | Volkszählungsergebnisse |
| Jahr                    | 1775                    | 1790                    | 1800                    | 1810                    | 1820                    | 1830                    | 1840                    | 1850                    | 1860                    | 1870                    |
| ----------------------- | ----------------------- | ----------------------- | ----------------------- | ----------------------- | ----------------------- | ----------------------- | ----------------------- | ----------------------- | ----------------------- | ----------------------- |
| Einwohner               | 4                       | 29                      | 160                     | 325                     | 470                     | 532                     | 743                     | 908                     | 1118                    | 1372                    |
| Jahr                    | 1880                    | 1890                    | 1900                    | 1910                    | 1920                    | 1930                    | 1940                    | 1950                    | 1960                    | 1970                    |
| Einwohner               | 1580                    | 1736                    | 1876                    | 1905                    | 1811                    | 1937                    | 2096                    | 2116                    | 2389                    | 2094                    |
| Jahr                    | 1980                    | 1990                    | 2000                    | 2010                    | 2020                    | 2030                    | 2040                    | 2050                    | 2060                    | 2070                    |
| Einwohner               | 2459                    | 2453                    | 2325                    | 2301                    | 2084                    |                         |                         |                         |                         |                         |

## Verwaltung und öffentliche Einrichtungen
Die Verwaltung der Stadt obliegt in oberster Instanz drei gewählten Stadträten (Selectmen) und einem Moderator. Der Polizeiposten ist ganztägig besetzt, die Feuerwehr besteht aus Freiwilligen unter einem städtischen Direktor. Medizinische Notfallversorgung erfolgt privat, doch es gibt ein städtisches Krankenhaus, das Upper Connecticut Valley Hospital. Die Stadt betreibt ferner eine öffentliche Bibliothek. Es gibt sowohl eine Grund- wie eine Hochschule. Das nächstgelegene College ist das Granite State College in Berlin.

## Wirtschaft
Colebrook lebt vorwiegend vom Fremdenverkehr. Es liegt in der Tourismusregion Great North Woods, die den Norden von New Hampshire nördlich der White Mountains umfasst. Die Stadt bietet Möglichkeiten zum Jagen und Angeln, einen Golfplatz, sowie winters Ski- und Motorschlittenstrecken. Daneben spielen die Aufzucht von Weihnachtsbäumen und die Gewinnung und Verarbeitung von Ahornsirup eine Rolle. Die größten Arbeitgeber sind das Krankenhaus, ein Kleidungsgroßhändler und -hersteller, die Town of Colebrook, der Schulbezirk sowie die seit dem Jahre 1889 bestehende Granite Bank.

## Verkehr
Colebrook liegt an der US 3. Im Stadtgebiet kreuzt diese die Staatsstraße NH 26, auch New England Interstate Route 26, nach Portland. Nördlich davon zweigt von der US 3 die NH 145 ab, die parallel zu ersterer nach Pittsburg führt. Der nächste Interstate, I-91, wird in 49 Meilen Entfernung in Vermont erreicht. Näher liegt die Autoroute 55 in Quebec. Von Boston ist Colebrook 205 Meilen entfernt, von Montreal 130 Meilen.
In Colebrook liegt ein Flugfeld mit Graspiste, das Gifford Field. Der nächstgelegene Flughafen ist der Portland International Jetport in Maine.

## Söhne und Töchter des Ortes
- Chester B. Jordan (1839–1914), Politiker
- Irving W. Drew (1845–1922), Politiker
- Allen Augustus Tirrill (1872–1925), Elektrotechniker und Erfinder
- Clarence A. Forbes (1901–2001), Historiker